# Євсевій Попович
Євсевій Попович (рум. Eusebiu Popovici; 15 лютого 1838, Чернівці — 28 вересня 1922, Чернівці) — буковинський православний релігійний діяч і педагог, в 1880—1881 і 1895—1896 роках — ректор Чернівецького університету. Батько політика Джордже Поповича.
Син священика Костянтина Поповича (1807—1890), який також викладав в університеті. Вивчав богослів'я у Чернівецькому університеті (1856—1859), потім у Відні. У 1861—1871 роках — хранитель Чернівецької міської бібліотеки, одночасно у 1862—1866 роках викладав Старий Заповіт та давньоєврейську мову у богословському інституті. У 1863 році висвячений на священика. З 1866 року екстраординарний, у 1868—1908 роках ординарний професор історії церкви Чернівецького університету, шість разів обирався деканом богословського факультету. Одночасно у 1869—1876 роках — шкільний інспектор. Відійшовши після 1908 року від викладацької роботи, продовжував виконувати різні церковні обов'язки, у 1913—1918 роках — вікарій митрополита Буковинського Володимира.
Опублікував об'ємний курс лекцій з історії церкви (нім. Allgemeine Kirchengeschichte nach dem mündlichen Vortrage; 1888), що користувався значним авторитетом і який згодом вийшов в перекладах на румунській (1900—1901, перевидання 1925—1928), сербській і болгарській мовах.
Почесний член Румунської академії (1908).
Племінники — Євсевій й Костянтин Мандичевські.